# Kabul Weekly
Die Kabul Weekly war eine unabhängige afghanische Wochenzeitung.
Bis zu ihrer Einstellung im Jahre 2011 war sie die auflagenstärkste Zeitung des Landes und gilt als erste unabhängige Zeitung Afghanistans nach dem Sturz der Taliban.
Gründer und Chefredakteur war Faheem Dashty. Er war ein Mitarbeiter des legendären afghanischen Generals Ahmad Schah Massoud. Die erste Ausgabe der Kabul Weekly hatte vier Seiten und eine Auflage von 2.000 Stück. Bis 1996 wurde die Zeitung dreimal wegen Kritik an der Regierung geschlossen. Die Auflage wuchs mit jedem Neustart. Als die Taliban im September 1996 Kabul eroberten und keine Medien mehr erlaubt waren, hatte die Zeitung 16 Seiten und eine Auflage von 6.000 Exemplaren. Zu diesem Zeitpunkt waren 35 Mitarbeiter angestellt.
Nach der Vertreibung der Taliban durch US-amerikanische und britische Truppen wurde die Zeitung mit Unterstützung der UNESCO wieder gedruckt. 2007 musste sie für sechs Monate aus finanziellen Gründen den Betrieb unterbrechen.
Bis zu ihrer Einstellung aus finanziellen Gründen im Jahre 2011 war sie mit 10.000 Exemplaren die auflagenstärkste Zeitung des Landes und wurde sowohl in Kabul als auch in den Provinzen gelesen. Die Kabul Weekly erschien jeden Mittwoch zum Preis von 5 Afghani und war eine der wenigen afghanischen Zeitungen, die auch viele Artikel in Englisch veröffentlichen.